# Донасиен Алфонс Франсоа дьо Сад
Донасиен Алфонс Франсоа дьо Сад (на френски: Donatien Alphonse François de Sade) е френски маркиз, писател и политик.
Неговите литературни текстове включват новели, къси разкази, театрални текстове, политически трактати, някои от тях публикува от своето име, други анонимно, като отрича да им е автор. Най-известен е с еротичните си новели, които комбинират философски съждения с порнография, обрисувайки странни сексуални фантазии с акцент върху насилието, криминалността и хули срещу Католическата църква. Текстовете му обрисуват насладата от свободата на сексуалните практики, желания, изграждайки фантазмен свят на безгранични еротични изживявания. Той е пропонент на крайното насилие, сексуалната невъздържаност, неограниченост от морал, религия или закон. Терминът садизъм произхожда от неговото фамилно име и е въведен в края на 19 век от австрийския психолог Рихард фон Крафт-Ебинг, за да обозначи сексуално удоволствие предизвикано от причиняване на болка или унижение.

## Биография
Донасиен Алфонс Франсоа дьо Сад е роден в Париж в семейството на провансалския аристократ граф Жан-Батист дьо Сад и Мари-Елеонор дьо Карман, придворна дама на принцеса дьо Конде, в 1740 г. Родът дьо Сад е част от noblesse de race, най-старите френски благороднически семейства. Като една от най-големите „иронии“ в литературата се смята фактът, че е наследник на Лаура, на която Петрарка посвещава своите романтични сонети. Неговият баща е арестуван за прекосяване на градините на Тюйлери в търсене на мъжки проститутки, също така известно е, че баща му е биел майката на Маркиз дьо Сад пред гости. Отгледан и образован в детските си години от свой чичо по бащина линия – епископ на Сад и либертин в същото време. Завършва йезуитския лицей „Луи Велики“ в Париж, по-сетне колежа на Кралската кавалерия и се отдава на военна кариера. Участва в Седемгодишната война (1756 – 1763 г.), достига чин капитан, проявявайки смелост в боевете. Оженва се за Рене-Пелаги дьо Монтрей през 1763 г., имат три деца – двама сина и дъщеря.
Самият Сад се определя като „invert“, което е едно от приетите през 19 век определения за хомосексуалност, но според днешната терминология по-скоро би бил определен като бисексуален.
Младият аристократ води охолен живот в своя замък Лакост в Прованс. Проявява силно влечение към театъра, като урежда частна сцена в своето шато. Ревностно защитава убежденията на либертин, противопоставяйки се на обществения морал, норми и клерикалните идеи. Свободният му сексуален живот става пословичен, като в 1768 г. е арестуван за насилие над жена. През 1772 г. бива осъден на смърт за „содомия и отравяне“, но по-късно присъдата е отменена и заменена със затвор. През 1784 г. е в Бастилията, сетне въдворен в психиатричното заведение „Шарантон“. Получава свобода по време на Френската революция през 1790 г. и се включва в политическия живот като гражданина Сад, симпатизирайки на крайната левица, въпреки че е аристократ по произход. Избран за депутат в Народния Конвент. Арестуван за политическите си убеждения през 1793 г. и освободен след падането на режима на Робеспиер през 1794 г. През 1801 г. е задържан за написването на книгата Жюстин (Justine) и обявен за луд в 1803 г. Прекарва остатъка от живота си в „Шарантон“, където умира през 1814 г.

## Литературно творчество

### Текстове
Маркиз дьо Сад е автор на множество романи, повести и памфлети, някои от които издава под псевдоним. Засяга философията на своите либертински възгледи и апологетира сексуалните наслаждения. За дьо Сад страстите са „примамка на природата за благото на човека, комуто тя е дала очи“, а добродетелите са „вериги“, които трябва да бъдат разкъсани и потъпкани. Фантазиите, твърди дьо Сад, ни служат само тогава, когато умът е свободен от предразсъдъци. Фантазии бушуващи в кръговрата на „вечна война и вечно разрушение“, където жестокостта е „нищо друго, освен човешка енергия, още непокварена от цивилизацията“.

#### Основни текстове
- Диалог между свещеник и един умиращ мъж (Dialogue entre un prêtre et un moribond) (1782)
- 120-те дни на Содом (Les Cent vingt journées de Sodome ou l'École du libertinage) (1785, публ. 1904)
- Алин и Валкур (Aline et Valcour, ou le Roman philosophique) (1786)
- Августин дьо Вий-Бланш („Augustine de Ville-blanche“) (писан 1787 или 1788, непубл. до 1926)
- Жюстин (Justine ou les Malheurs de la vertu) (1791)
  - Жюстин или Неволите на добродетелта, София, Народна култура, 1993.
- Философия в будоара (La Philosophie dans le boudoir) (1795)
  - Философия в будоара (първите четири диалога), София, Пулсио, 2006. ISBN 954-9490-06-8
- Жулиет (Histoire de Juliette, ou les Prospérités du vice) (1798)
- Престъпления на любовта (Les Crimes de l'amur) (1800)

### Анализ
Творчеството на дьо Сад бързо буди интерес и внимание, става обект и на многобройни изследвания. Приживе той трябва да понесе написването на книги като Анти-Жюстин (1793 г.) от литературния съперник Никола Рестиф де ла Бретон, критики, преследвания и затвор. Към началото на 19 век вече има една стереотипна представа за дьо Сад и неговите творби, по думите на Гийом Аполинер „цял век критиката се държи несправедливо с него, занимавайки се не толкова с идеите, съдържащи се в произведенията му, колкото да открива случки, които да извращават живота му и неговия характер“.
Самият Аполинер знаменито определя този „Божествен Маркиз“ като „най-свободен ум, съществувал някога“. Литературната критика на 20 век започва да търси и съзира в текстовете идея за радикална философия на свободата (трактат за пълно освобождаване на сексуалността представлява Августин дьо Вий-Бланш, където също така се изисква толерантност към хомосексуалността), един от праобразите на системата на екзистенциализма. Сюрреалистите виждат в него свой предтеча. Философията и психоанализата обогатяват и задълбочават разбирането към въображенията и стремленията, изложени от дьо Сад. Макс Хоркхаймер и Теодор Адорно, в едно от есетата („Жулиета или Просвещение и морал“) на своя фундаментален труд Диалектика на Просвещението (1947 г.), анализират романа Жулиет в дискурса на Просвещението, като важен израз на „освободения от настойничество буржоазен субект“. Божественият Маркиз е интерпретиран от Жак Лакан в есето „Кант срещу Сад“ (1966 г.) в духа на етическите идеи, развити във философията на Имануел Кант.

#### Основни изследвания
- Гийом Аполинер, Литературна критика, София, ЛИК, 1998, стр.130 – 192. ISBN 954-607-141-2
- Роланд Барт, Sade, Fourier, Loyola, Paris, Seuil, 1980. ISBN 2-02-005511-2
- Морис Бланшо, Sade et Restif de La Bretonne, Paris, Complexe, 1986. ISBN 2-87027-194-8
- Симон дьо Бовоар, Faut-il brûler Sade?, Paris, Gallimard, 1972. ISBN 2-07-035268-4
- Октавио Пас, Un Au-delà èrotique: le marquis de Sade, Paris, Gallimard, 1994. ISBN 2-07-073781-0
- Филип Солерс, Sade contre l'être suprême, Paris, Gallimard, 1996. ISBN 2-07-074528-7
- Макс Хоркхаймер и Теодор Адорно, Диалектика на Просвещението, София, ГАЛ-ИКО, 1999. ISBN 954-8010-87-9

## Кино
- Quills (Историята на маркиз дьо Сад), 2000.

### Живот и творчество
- Маркиз дьо Сад
- Маркиз дьо Сад[неработеща препратка]
- Статията „Функции на налудната сексуалност: Маркиз дьо Сад“ от С. Панайотов
- Владимир Сабоурин, „Сложност и ред при Сад“, в: Сабоурин, Вл. Сложност и ред. Изследвания върху ранната модерност, В. Търново: УИ „Св. св. Кирил и Методий“, с.275 – 431.
- ((en)) Статия за дьо Сад от „Books and Writers“ Архив на оригинала от 2007-06-09 в Wayback Machine.
- ((en)) Статия за Маркиз дьо Сад от А. Уолкър Архив на оригинала от 2007-06-24 в Wayback Machine.
- ((fr)) Статия за Маркиз дьо Сад от Филип Солерс

### Книги
- ((en)) Дьо Сад в проект „Гутенберг“
- ((en)) Виртуална библиотека на Маркиз дьо Сад Архив на оригинала от 2007-05-28 в Wayback Machine.
- ((en)) ((fr)) Текстове на Маркиз дьо Сад Архив на оригинала от 2019-12-27 в Wayback Machine.